# Estació de Recoletos
Recoletos és un baixador (des de novembre de 2019, abans estació) de les línies C-1, C-2, C-7, C-8 i C-10 de Rodalies Madrid situada al cèntric Passeig de Recoletos de Madrid, entre la plaça de Colom i la plaça de Cibeles, al costat de la Biblioteca Nacional. Presta servei a al barri homònim (districte Salamanca) i al barri de Justícia (districte Centro). És una de les poques estacions de Rodalies Madrid situades a la capital sense correspondència subterrània en l'actualitat amb metro. Compta amb dues vies que donen servei a totes les línies que passen en funció de la direcció global de les mateixes: via 1 cap al nord i 2 cap al sud.
La seva tarifa correspon a la zona A segons el Consorci Regional de Transports, si bé pertany a la zona 0 segons la zonificació de Rodalies Madrid.